# Pavlos Matesis
Pavlos Matesis (12. ledna 1933, Lampeia (řecky Λάμπεια), Řecko – 20. ledna 2013) , byl řecký dramatik, romanopisec a překladatel. Do nové řečtiny přeložil řadu děl z angličtiny, francouzštiny, španělštiny a starořečtiny autorů jako např. Shakespeare, Molière, Faulkner, Brecht, Beaumarchaise či Aristofanés. Jeho tvorba má prvky surrealismu, modernismu a absurdního dramatu.

## Život
Matesis se narodil ve vesnici Lampeia (dříve Divri tis Ilías či Prinofyton) na Peloponésu. Studoval herectví, hru na housle a cizí jazyky. V letech 1963 – 1964 působil jako učitel herectví na Filmové škole Lykurgu Stavraku (řecky Σχολή Κινηματογράφου /Τηλεόρασης ΛΥΚΟΥΡΓΟΥ ΣΤΑΥΡΑΚΟΥ), v letech 1971 – 1973 pak jako dramaturg v Národním divadle v Aténách. Později se stal autorem dvou televizních seriálů a v průběhu života také několikrát přispíval do řeckých periodik. Je pohřben na aténském hřbitově Papagu. 

## Dílo
Matesis je autorem celkem 13 her, 12 próz a 2 televizních seriálů. Debutoval v roce 1967 v divadle Nea Ionia hrou Ceremonie. Svou prozaickou kariéru započal v roce 1978 sbírkou Povídky (Διηγήματα). Ústředním tématem tvorby je lidská duše, okrajově pak kritika maloměšťáctví, národních a společenských mýtů. Ve svém díle často využívá techniky variace a inveční až sarkastický jazyk.
Jeho dílo má úspěch v Řecku i zahraničí. Román Psí matka byl přeložen do 16 jazyků a v Řecku se prodalo přes 100 000 výtisků. Kvůli své kontroverznosti se však Matesis setkává i s kritikou, např. za dílo Starý dnů mu hrozilo, stejně jako jeho předchůdci Nikosovi Kazantzakisovi, exkomunikování z řecké pravoslavné církve.

## Ocenění
- Státní divadelní ocenění za hru Ceremonie (Κρατικό Βραβείο Θεάτρου) – 1966
- Velká cena divadelních kritiků (Μέγα Βραβείο Κριτικών Θεάτρου) – 2000[4]

## Česká adaptace
Dílo Pavlose Matesise zaujalo českého spisovatele Pavla Kohouta, který divadelně zpracoval román Psí matka. Pavel Kohout hru pojal jako jevištní monolog hlavní postavy Rarau. Premiéra proběhla 16.4.2008 v divadle Na Prádle a zazářila v ní herečka Marie Málková. Česká divadelní adaptace Matesise inspirovala k vlastní dramatizaci románu, jejíž premiéra se uskutečnila 6.4.2010 na Nové scéně Národního divadla v Aténách.  